# Wellsburg (Wirginia Zachodnia)
Wellsburg – miasto w Stanach Zjednoczonych, w stanie Wirginia Zachodnia, siedziba administracyjna hrabstwa Brooke.